# Андрија Мандић
Андрија Мандић (Шавник, 19. јануар 1965) је црногорски и српски политичар. Предсједник је Нове српске демократије и предсједник Скупштине Црне Горе. Један је од лидера коалиције За будућност Црне Горе, некадашњи лидер Демократског фронта, а раније је био предсједник Српске народне странке.
Обављао је дужност замјеника савезног министра за привреду у Савезној влади СР Југославије (2000-2001), а од 2001. године је посланик у Скупштини Црне Горе. Један је од најутицајнијих политичких лидера у Црној Гори. Био је један од челних људи у блоку унионистичких странака, које су се залагале за очување државног заједништва Црне Горе и Србије, првобитно у оквиру Савезне Републике Југославије, а потом у оквиру Државне заједнице Србије и Црне Горе. Залаже се за одбрану права српског народа у Црној Гори и успостављање што ближих односа између двије сусједне државе, Црне Горе и Србије.
Био је кандидат на изборима за предсједника Црне Горе 2008. године када је заузео друго место по резултатима, а био је и кандидат Демократског фронта на изборима за предсједника Црне Горе 2023. године.
Носилац је Ордена српске заставе првог степена, Ордена белог анђела на ланцу и Медаље за допринос систему одбране Републике Србије.

## Биографија

### Образовање
Рођен је 19. јануара 1965. године у Шавнику. Дипломирао је на Металуршко-технолошком факултету у Подгорици. Прије политичког ангажмана, био је успјешан предузетник. Као директор и сувласник акционарског друштва за прераду обојених метала, организовао је прву приватну производњу алуминијумских легура у Црној Гори.
У сарадњи са Металуршко-технолошким факултетом из Подгорице радио је на пројектовању, изради и инсталирању опреме за ливење алуминијума, као и на комерцијалном металуршком инжењерингу.

### Рана политичка каријера
Од 1990. године био је члан Народне странке, коју је напустио у страначком расколу због подршке те странке кандидатури Мила Ђукановића на председничким изборима 1997. године и учествовао је у оснивању Српске народне странке.
У току НАТО агресије на СР Југославију 1999. године, Мандић је командовао Лаком самоходном артиљеријском батеријом Пете моторизоване бригаде Војске Југославије. За свој ратни ангажман, одликован је Војном спомен-медаљом за допринос систему одбране Србије, коју му је 12. јануара 2020. године уручио министар одбране Александар Вулин на свечаности у згради Генералштаба у Београду, а поред медаље му је уручио и сабљу.
У вријеме савезних избора који су одржани у септембру 2000. године обављао је дужност замјеника савезног министра за привреду у Влади СРЈ. Након парламентарних избора који су одржани у априлу 2001. године, изабран је за посланика у Скупштини Црне Горе на изборној листи СНС.
Током 2003. године, унутар СНС је дошло до унутрашњих спорова и политичких подјела између двије струје, од којих је прву предводио тадашњи предсједник Божидар Бојовић, а другу потпредсједник Андрија Мандић. Подјеле су довеле до отвореног сукоба и раскола у странци. Већи дио руководства подржао је Андрију Мандића, који је постао нови предсједник СНС, док је Бојовић са мањим дијелом страначког руководства напустили странку и основали Демократску српску странку.

### Однос према референдуму (2006)
Као предсједник СНС, Мандић се досљедно залагао за очување државног јединства Црне Горе и Србије. Након најаве референдума о државном статусу Црне Горе, подржао је успостављање сарадње између унионистичких странака. Крајем 2005. и почетком 2006. године, када је дошло до интензивирања јавне расправе о референдумском процесу, руководство СНС је на челу са Мандићем заузело став да са владајућим режимом у Црној Гори не би требало улазити у преговоре, било непосредне или посредне. За разлику од осталих унионистичких странака (СНП, НС, ДСС) које су пристале на учешће у преговорима уз посредовање Европске уније, СНС је одлучила да не учествује у преговорима о усаглашавању референдумских услова, сматрајући да ће тај процес у крајњем исходу омогућити режиму да изврши легитимизацију своје сецесионистичке политике. Иако сарадња са другим унионистичким странкама није прекидана, СНС је под Мандићевим руководством остала изван преговарачког процеса који се одвијао под покровитељством Европске уније.
Све до почетка 2006. године, Руководство СНС је на челу са Мандићем заступало став да одлука о независности Црне Горе може бити донијета само ако се у прилог независности изјасни апсолутна већина од укупног броја грађана са правом гласа, а сличне ставове су у то вријеме заступала и руководства осталих унионистичких странака. Насупрот томе, црногорске владајуће странке су заступале став да је за доношење одлуке о независности довољно да се за такву опцију изјасни проста већина од оног броја грађана који ће изаћи на гласање. Посредничку улогу у тој расправи одиграла је Европска унија, чији су представници предложили компромисно рјешење, по коме би се одлука о независности имала сматрати важећом уколико се у прилог независности изјасни више од 55% важећих гласова (укупан број гласалих, умањен за број неважећих гласова).
Приједлог ЕУ је довео до отварања нових расправа, како међу опозиционим, тако и међу владајућим странкама. Владајућа Демократска партија социјалиста Црне Горе је процјенила да се праг од 55% ипак може достићи, те је стога одлучила да подржи приједлог ЕУ. Међутим, ДПС није имала неопходну већину за самостално изгласавање новог референдумског закона, тако да је кључна улога у избору коначних рјешења припала унионистичким странкама, међу којима је била и СНС. Под отвореним притиском који је вршен од стране ЕУ, тадашње руководство СНС је заједно са руководствима других унионистичких странака на крају попустило, одуставши од даљег заступања својих првобитних ставова. На сједници одржаној 22. фебруара 2006. године, Предсједништво СНС је одлучило да подржи приједлоге ЕУ, а сличне одлуке су тих дана донијела и руководства осталих унионистичких странака, чиме је учињен значајан колективни отклон у односу на дотадашњу политику унионистичког блока.
Нова политичка реалност је озваничена 1. марта 2006. године, када је Скупштина Црне Горе изгласала "Закон о референдуму о државно-правном статусу Републике Црне Горе". Од тадашњег укупног броја посланика (75), за усвајање закона гласало је њих 60, укључујући и посланике СНС, међу којима је био и Мандић. Посланици СНС су 15. марта, заједно са посланицима из редова осталих унионистичких странака учествовали у доношењу одлуке да се за предсједника Републичке референдумске комисије изабере словачки дипломата Франтишек Липка, чије име је недуго потом постало синоним за референдумску крађу. На референдуму о државном статусу Црне Горе, који је одржан је 21. маја 2006. године, од укупно 484,718 грађана са правом гласа изашло је 419,236 (86.49%) гласача, а у прилог независности се изјаснило 230,711 грађана, што је представљало 47,5% у односу на укупно бирачко тијело, односно 55,5% у односу на број важећих гласова. Међутим, током спровођења референдумског процеса, дошло је до бројних пропуста и неправилности, а такође и до грубих злоупотреба усљед којих је легитимитет званично саопштених резултата био доведен у питање.
Званични резултати референдума дјеловали су поразно на руководство СНС и руководства осталих унионистичких странака, пошто се показало да је изгласавање државне независности Црне Горе, упркос непостојању апсолуте већине, на крају било омогућено управо захваљујући пристајању унионистичких странака на озакоњење изнуђених рјешења, која су била промовисана од стране Европске уније. Напуштањем основног демократског принципа, по коме се кључне референдумске одлуке од државног и историјског значаја доносе већином гласова у односу на укупан број бирача, тадашње руководство СНС је заједно са руководствима других опозиционих странака омогућило владајућој ДПС и другим сепаратистичким странкама да програм државне независности остваре без подршке апсолуте већине бирачког тијела Црне Горе. Полазећи од осјећаја одговорности, Мандић је непосредно након референдума најавио подношење оставке на функцију предсједника странке, али Главни одбор СНС је одлучио да ту оставку не уважи. Мандић је био једини лидер унионистичког блока који је након референдума понудио оставку на челну страначку функцију, за разлику од остале тројице (Предраг Булатовић из СНП, Предраг Поповић из НС и Ранко Кадић из ДСС) који се нису одлучили на такав чин.

### Дјелатност након 2006. године
Непосредно након проглашења државне независности Црне Горе, Мандић се у име СНС обратио руководствима осталих унионистичких странака, предложивши стварање широке коалиције под називом "Српска листа", ради заједничког наступа на предстојећим изборима. Тај позив није био прихваћен од стране СНП, НС и ДСС. Међутим, позиву су се одазвале неке друге странке, тако да је до формирања коалиције ипак дошло. На скупштинским изборима који су у Црној Гори одржани у септембру 2006. године, СНС је била окосница коалиције "Српска листа", која је остварила веома добар резултат, освојивши 49.730 гласова (14,68%) и 12 посланичких мандата у Скупштини Црне Горе, поставши тиме најбројнија опозициона парламентарна група, чиме је Мандићу припала улога најзначајнијег лидера парламентарне опозиције.
Мандић је био кандидат "Српске слоге" на предсједничким изборима који су у Црној Гори одржани у априлу 2008. године, одвојивши друго мјесто са 64,473 гласова (19,55%) чиме је потврдио своју позицију најзначајнијег опозиционог лидера. Крајем исте године, Мандић је у име руководства СНС покренуо иницијативу за уједињење српских странака у Црној Гори, не само оних које су учествовале у стварању коалиције "Српска слога", већ и свих других. Тај приједлог је био прихваћен од стране Народне социјалистичке странке, а наишао је на подршку и у неким другим странкама. Тај процес је озваничен почетком 2009. године, када је уједињењем СНС, НСС и других група створена Нова српска демократија, за чијег је предсједника 24. јануара изабран Андрија Мандић, дотадашњи предсједник СНС.
Уочи локалних избора који су у Црној Гори одржани 2010. године, Мандић је у име НСД договорио склапање коалиције са СНП и ПЗП, под називом "Боља Црна Гора".
Оснивач је и члан предсједништва Демократског фронта (ДФ) од 2012. године. На функцију предсједника НСД је други пут изабран 11. маја 2013. године. Био је носилац листе „Демократски фронт – Ми или он“ на скупштинским изборима који су у Црној Гори одржани 2016. године. На функцију предсједника НСД је трећи пут изабран 11. маја 2017. године.
Средином 2017. године, Андрија Мандић се нашао међу оптуженима на наводни покушај државног удара у Црној Гори, а судски процес који је вођен против Мандића и његових наводних саучесника испоставио се као политички процес, што је довело до даље радикализације унутрашњих политичких односа у Црној Гори.
Био је члан делегације Скупштине Црне Горе у Парламентарној скупштини Савјета Европе. У претходном сазиву парламента, био је члан Уставног одбора, Одбора за безбједност и одбрану и Одбора за антикорупцију. У актуелном сазиву Скупштине је члан делегације у Парламентарној скупштини ОЕБС-а.
Патријарх српски Порфирије га је 10. маја 2022. године, одликовао Орденом белог анђела.
Као предсједник Скупштине Црне Горе, Мандић је у свој кабинет поред заставе Црне Горе поставио и заставу Књажевине односно Краљевине Црне Горе. Демократска партија социјалиста, Социјалдемократе, Хрватска грађанска иницијатива и Демократска унија Албанаца су тврдили да је поставио „заставу Србије” и поднели су кривичну пријаву против њега.

## Одликовања
- Орден српске заставе првог степена (2021)[34]
- Орден белог анђела на ланцу, Епархија милешевска (2022)[35]
- Орден части са златним зрацима, Република Српска (2023)[36]
- Медаља за допринос систему одбране Републике Србије (Војска Србије)